# Camille Linden
Camille Michel Linden (Dudelange 15 maart 1919 - Luxemburg 28 maart 1972) was een Luxemburgse journalist, verzetsstrijder, DP-politicus en Afgevaardigde in het Luxemburgse parlement. In 1959 was hij bovendien voorzitter van het Beneluxparlement.